# Melanospiza
Genre
Melanospiza est un genre d’oiseaux passeriformes de la famille des Thraupidae.

## Description
Le genre comporte deux espèces décrites.
- Melanospiza richardsoni (Cory, 1886) — Moisson pied-blanc
- Melanospiza bicolor (Linné, 1766) — Cici verdinère

## Galerie

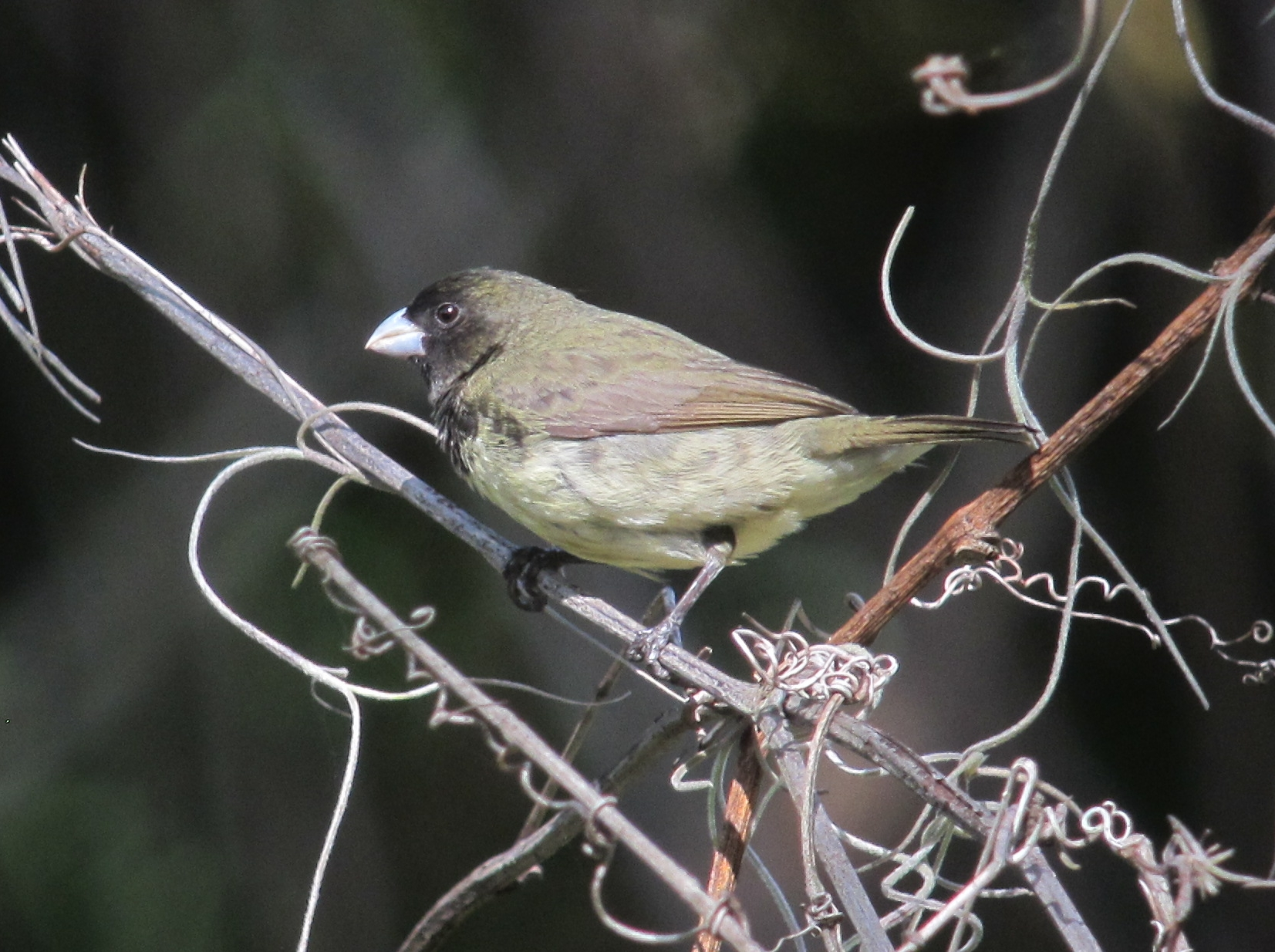
Cici verdinère.
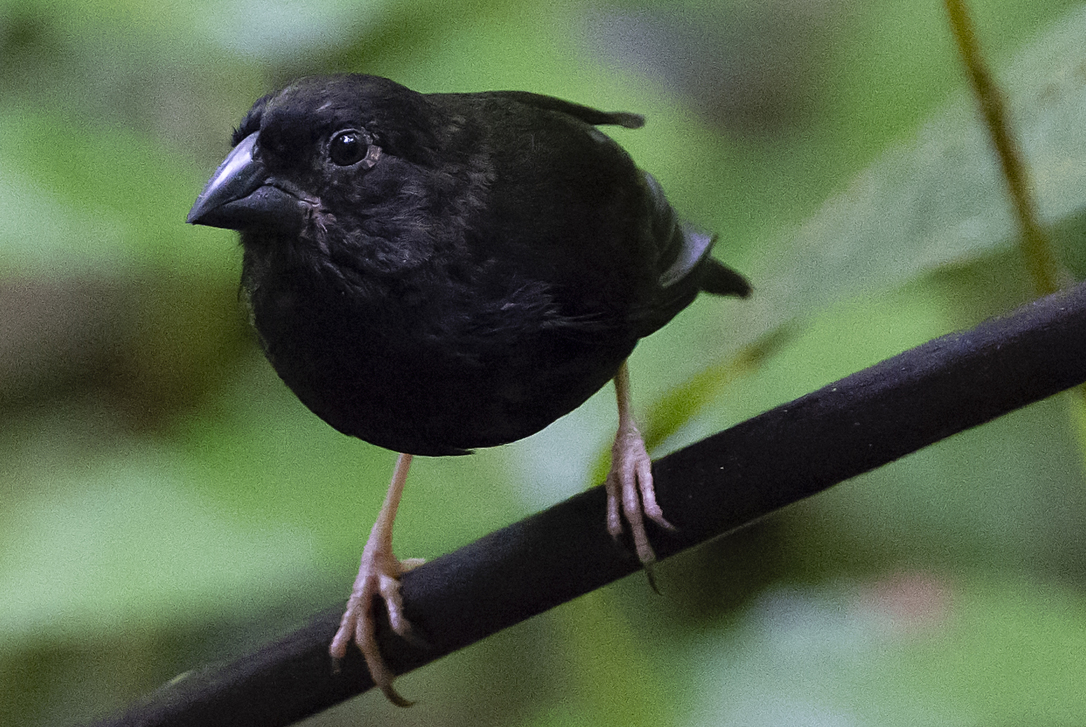
Moisson pied-blanc.